# Лобов Анатолій Костянтинович
Анато́лій Костянти́нович Ло́бов (нар. 1 вересня 1949) — український політичний та державний діяч, міністр Кабінету Міністрів України.

## Біографія
У 1968 році — токар Дніпропетровського агрегатного заводу. У 1968—1970 р. — служба в Радянській армії.
У 1970—1975 р. — студент Дніпропетровського університету. Здобув фах інженера-електромеханіка.
У 1975—1986 р. — помічник майстра, старший інженер відділу, заступник начальника цеху, заступник начальника виробничого відділу, начальник цеху, заступник директора військового Павлоградського хімічного заводу Дніпропетровської області. Член КПРС.
У 1986—1991 р. — генеральний директор виробничого об'єднання «Павлоградський хімічний завод» Дніпропетровської області.
У 1991—1992 р. — голова Державного комітету України по оборонній промисловості і машинобудуванню. У травні — жовтні 1992 р. — 1-й заступник міністра машинобудування, військово-промислового комплексу і конверсії України.
16 жовтня 1992 — 2 квітня 1993 р. — міністр Кабінету Міністрів України.
Займався комерційною діяльністю.
Потім — на пенсії у місті Києві.